# Vaihingen an der Enz
Vaihingen an der Enz este un oraș din landul Baden-Württemberg, Germania. Vaihingen an der Enz se află aproximativ la 24 de kilometri nord-vest de Stuttgart și la 20 de kilometri est de Pforzheim, pe râul Enz. El ține de zona metropolitană Stuttgart și este după Ludwigsburg, Bietigheim-Bissingen și Kornwestheim al patrulea oraș ca mărime al landului județean Ludwigsburg, formând un centru pentru comunele învecinate. De la 1 ianuarie 1973, Vaihingen an der Enz are statut de municipiu mare.
1. ↑  Alle politisch selbständigen Gemeinden mit ausgewählten Merkmalen am 31.12.2018 (4. Quartal) (în germană), Statistisches Bundesamt[*], arhivat din original la 10 martie 2019, accesat în 10 martie 2019